# Manunema annulatum
Manunema annulatum is een rondwormensoort uit de familie van de Peresianidae. De wetenschappelijke naam van de soort is voor het eerst geldig gepubliceerd in 1968 door Vitiello & De Coninck.